# Lautsprachunterstützende Gebärden

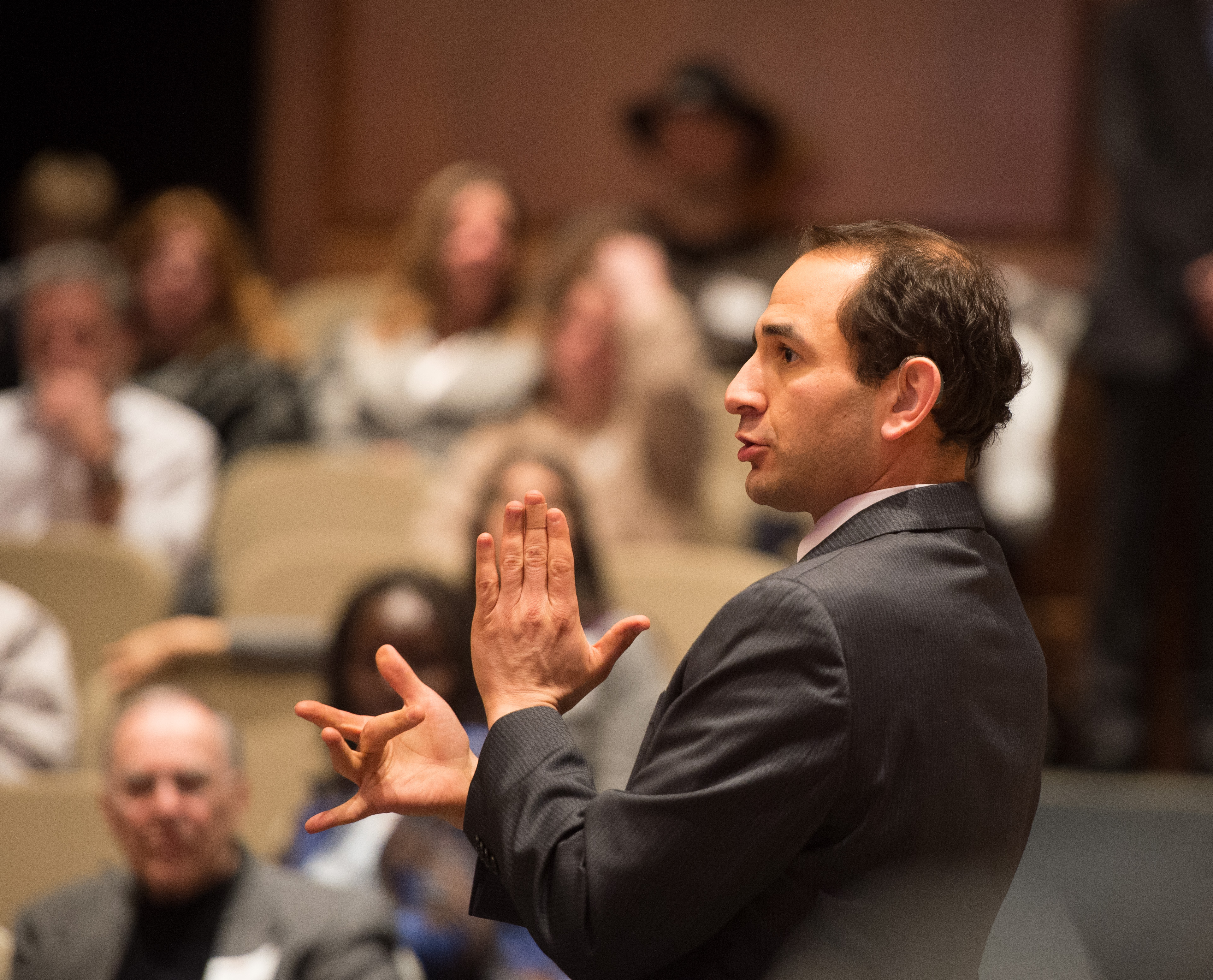
Lautsprachunterstützende Gebärden (hier im Amerikanischen Englisch)

Beim Lautsprachunterstützenden Gebärden (abgekürzt LUG) werden die Schlüsselworte gleichzeitig mit dem Aussprechen des Schlüsselwortes gebärdet.
Lautsprachunterstützende Gebärden bilden einen Teilbereich aus der Unterstützten Kommunikation (UK). Soweit LUG verbreitet sind, wird dabei in der Regel auf das Vokabular der im entsprechenden Sprachraum bzw. Staatsgebiet (meist-)verbreiteten Gebärdensprache zurückgegriffen. So wird zum Beispiel in Deutschland für Lautsprachunterstützende Gebärden vor allem das umfangreiche Vokabular der Deutschen Gebärdensprache (DGS) genutzt.

## Zielgruppe
Lautsprachunterstützende Gebärden werden in der Kommunikation mit hörenden Menschen angewendet, welche nicht über ausreichende lautsprachliche Fähigkeiten verfügen oder deren Fähigkeit, den Inhalt von Gesagtem vollumfänglich zu erfassen, nicht ausreichend ist.
Eingesetzt werden sie
- sprachersetzend als lautsprachlicher „Vorläufer“ und sprachanbahnend für Worte, die ein Kind versteht, aber noch nicht lautsprachlich äußern kann (siehe hierzu auch Babygebärden)
- sprachanbahnend bei sehr schüchternen Kindern oder Kindern mit Migrationshintergrund
- als Sprachanregung und zur Sprachentwicklung für entwicklungsverzögerte Kinder
- als Kommunikationshilfe und zur Sprachentwicklung für Menschen mit einer geistigen oder Mehrfachbehinderung, hier ggf. auch sprachersetzend

## Bedeutung für die Entwicklung des Kindes
Mit lautsprachunterstützendem Gebärden wird der betreffenden Person das Verstehen der Lautsprache erleichtert. Ihr wird eine Möglichkeit angeboten, sich ggf. auch ohne Lautsprache mitzuteilen. Eine perfekte Ausführung der Gebärden ist nicht das Ziel.
Da beim lautsprachunterstützenden Gebärden das Hören und Sehen – also die Eindrücke von zwei Sinnesorganen – gleichzeitig verarbeitet werden, fällt das Lernen leichter und nachhaltiger aus. Das Gebärden erweitert über das Verstehen hinaus die Möglichkeiten sich mitzuteilen. Dadurch kommt es vermehrt zu erfolgreichen Kommunikationssituationen. Das wirkt sich positiv auf die Motivation aus, Gebärden und das entsprechende lautsprachliche Schlüsselwort zu lernen und anzuwenden.
Kommuniziert das Kind mit lautsprachunterstützenden Gebärden, spricht es und bewegt dazu seine Arme, Hände und Finger.
„Die neurolinguistische Forschung weist nach, dass die Gedächtnisleistung optimal aktiviert ist, wenn der Körper sich dabei bewegt.“
Für das Zuhören und Nachsprechen wird vorrangig die linke Gehirnhälfte aktiviert. Die rechte Gehirnhälfte wird aktiviert, wenn das Sprechen von Bewegung und Sinneswahrnehmungen begleitet wird. Vorteilhaft ist, wenn beide Gehirnhälften aktiv sind, weil dann zwischen den beiden Gehirnhälften Synapsen gebildet werden. Je mehr Synapsen zwischen den beiden Gehirnhälften gebildet werden, umso größer sind der Wortschatz, die Sprachleistung und das Wissen des Kindes.
Das Gebärden schult die Feinmotorik.
Janet Mandler und Renate Zimmer untersuchten 2006 den Zusammenhang zwischen motorischer und sprachlicher Entwicklung. Das Ergebnis belegt, dass zwischen Feinmotorik und Sprachentwicklung die meisten signifikanten Wechselbeziehungen vorliegen. Kinder, die beim Sprachentwicklungstest schlechter abschnitten, schnitten auch bei Tests zur feinmotorischen Geschicklichkeit schlechter ab.
Wird die Feinmotorik gefördert, so wirkt sich das günstig auf die Sprachentwicklung aus, und Sprachübungen wirken sich positiv auf die Koordinationsfähigkeit aus. Demzufolge wirkt lautsprachunterstützendes Gebärden in doppelter Hinsicht positiv, weil es Sprache und Feinmotorik kombiniert.
Eine Untersuchung der sowjetischen Psychologin Kolzowa belegt darüber hinaus ausdrücklich einen engen Zusammenhang von Fingerbeweglichkeit und Sprachentwicklung.
Die häufig geäußerte Befürchtung, dass der Lautspracherwerb mit dem Einsatz von Gebärden verhindert werden könnte, wurde mit Untersuchungen und vielfältigen Praxisberichten widerlegt.

## Vorteile des lautsprachunterstützenden Gebärdens
Neben der oben ausgeführten Bedeutung für die Entwicklung des Kindes hat lautsprachunterstützendes Gebärden weitere Vorteile:
- Schüchternen Kindern, Kindern mit Entwicklungsverzögerung oder Kindern, die nur unzureichend z. B. Deutsch sprechen können, nimmt das Gebärden den Druck, sprechen zu müssen. Sie können sich mit Gebärden trotz eingeschränkter Lautsprache verständigen. Mit diesen positiven Erfahrungen wächst der Mut, sich verstärkt lautsprachlich zu äußern.
- Gebärden können immer eingesetzt werden. Was benötigt wird, hat man immer dabei.
- Solange man sich an der Deutschen Gebärdensprache orientiert, ist das Vokabular nahezu unbegrenzt.
- Gebärden sind zunächst einfacher zu erlernen als die Lautsprache, etwa ab dem 8. Lebensmonat des Kindes.
- Die Ausführung der Gebärde kann ggf. mit Handführung von der Bezugsperson unterstützt werden.
- Beim Lautsprachunterstützenden Gebärden werden automatisch kürzere Sätze gebildet, und es wird langsamer gesprochen. Dies erleichtert der Person, mit der lautsprachunterstützend kommuniziert wird, das Verstehen.
- Die beidseitige Aufmerksamkeit auf sein jeweiliges Gegenüber ist erhöht.

## Nachteile
- Eine ausschließlich über Gebärden geführte Kommunikation mit Personen, welchen die Gebärden nicht vertraut sind, ist für eine lautsprachunterstützend kommunizierende Person nur eingeschränkt möglich. Nur die Gebärden, welche einen Gegenstand oder ein Handeln visualisieren, sind allgemeinverständlich.[1]
- In Deutschland gibt es mehrere Gebärdensammlungen, d. h. die Bedeutung mancher Gebärden ist in den Gebärdensammlungen unterschiedlich.

Gute Übersichten über die verschiedenen Gebärdensysteme und Gebärdensammlungen bieten Martina Mayer: Lautsprachunterstützendes Gebärden. von Loeper Fachbuch, 2007, ISBN 978-3-86059-192-5, S. 33–39.
und Kerstin Nonn: Unterstützte Kommunikation in der Logopädie. Thieme, 2011, ISBN 978-3-13-131181-8, S. 47–52.

## Einführung von lautsprachunterstützenden Gebärden
Das Spiel und der Spaß müssen im Vordergrund stehen. Sowohl das Kind als auch die Bezugsperson muss Freude an Gebärden haben. Gebärdet die Bezugsperson mit Spaß und ahmt das Kind begeistert die Gebärden nach, wird auch das pädagogische Ziel erreicht.
Generell gilt für das Lernen, dass Wiederholungen das Lernen fördern und Gelerntes besser verinnerlicht wird. Das heißt, wenn lautsprachunterstütztes Gebärden angewendet werden soll, sollten möglichst viele Personen im Umfeld der betroffenen Person ebenfalls lautsprachunterstützend gebärden.
Die Wiederholungen unterstützen den Lautspracherwerb, das Erlernen der Wortbedeutung und der Ausführung der Gebärde. Dies führt zu erfolgreichen Kommunikationssituationen, was der Motivation zugutekommt.
Da immer dann ein großes Interesse an Kommunikation besteht, wenn dem Kind die Beziehung zum Gesprächspartner wichtig ist, oder wenn das Gesprächsthema interessant ist, sollten bei der Auswahl von Gesprächsthemen oder Gebärdenbilder- oder -liederbüchern die Interessen des betreffenden Kindes berücksichtigt werden.
Als Einstieg eignen sich hervorragend Lieder und Rituale. Auch Gebärdenplakate, die den bereits erlernten Gebärdenwortschatz oder themenspezifische Gebärden plakativ darstellen, eine Lernkartei, Memory-, Lotto- und Dominospiele sind hilfreich.

### Gebärdenliederbücher
Gebärden werden beim Singen spielerisch, mühelos und mit Spaß erlernt.
Der Einsatz von Gebärden in Verbindung mit Musik unterstützt das Wir-Gefühl und trägt zur Steigerung des Selbstbewusstseins bei.

### Gebärdenbilderbücher
Beim Vorlesen und Betrachten von Gebärdenbilderbüchern werden neue Schlüsselwörter und Gebärden spielerisch erlernt. Das Buch bietet darüber hinaus einen Gesprächsanlass, bei dem das betreffende Kind seine Beobachtungen und Gedanken mithilfe von Lautsprache und Gebärden äußern kann.
Diese Bilderbücher sollten sich an den Erfahrungen des Kindes, seinen Interessen und seinem Entwicklungsstand orientieren.